# Великобийганська сільська територіальна громада
Великобийганська сільська громада — об'єднана територіальна громада в Україні, в Берегівському районі Закарпатської області. Адміністративний центр — село Велика Бийгань.
На землях громади розташовано заказники місцевого значення: орнітологічний — «Товар» та гідрологічний — «Став».
Площа громади —  км², населення —  мешканців (2020).
Утворена 12 червня 2020 року шляхом об'єднання Великобийганської, Астейської, Гутівської, Дийдянської і Мочолянської сільських рад Берегівського району.

## Населені пункти
У складі громади 7 сіл:
- с. Велика Бийгань
- с. Мала Бийгань
- с. Астей
- с. Гут
- с. Дийда
- с. Мочола
- с. Гуняді